# Synagoga Knesset Israel w Ellington
Synagoga Knesset Israel w Ellington – synagoga ortodoksyjna położona w mieście Ellington w stanie Connecticut założona w 1906 roku przez grupę żydowskich farmerów.
Budynek synagogi został oficjalnie oddany do użytku w 1913 roku i został wybudowany w stylu kolonialnym. Znaczna część budowy synagogi pochodziła z funduszu filantropijnego założonego przez Maurice de Hirscha. W 1950 roku budynek został przeniesiony w inny punkt miasta i w obecnej formie istnieje do dziś. 
Obecnie w synagodze odbywają się regularnie nabożeństwa oraz spotkania kworów modlitewnych. 21 lipca 1995 roku, budynek synagogi został oficjalnie wpisany na listę amerykańskiego dziedzictwa narodowego.
Władze synagogi utrzymują także lokalny cmentarz żydowski a także opiekują się grobami usytuowanymi na miejskim cmentarzu w Ellington.